# جيمي باول
جيمي باول (بالإنجليزية: Jimmy Paul)‏ (27 أغسطس 1959 بديترويت في الولايات المتحدة - ) هو ملاكم أمريكي.

## روابط خارجية
- جيمي باول على موقع بوكس ريك (الإنجليزية) (registration required)